# Военна наука
Военната наука е система от знания за закономерностите на войната, начините и средствата за нейната подготовката и водене. Военната наука се състои от следните три части:
- Военно изкуство
  - Стратегия
  - Оперативно изкуство
  - Тактика
- Строителство на Въоръжените сили
- Военна история

Отчита и използва достиженията на другите науки и влиянието на икономическите, политическите и научно-техническите фактори.